# Polka-Dot Puss
Polka-Dot Puss este  al 39-lea episod din seria Tom și Jerry, produs în 1948 de William Hanna și Joseph Barbera. 

## Acțiune
La începutul episodului, Tom îl învelește pe Jerry într-un yoyo și-l aruncă. Apoi, stăpână îl strigă pe Tom, sub numele de Thomas (numele real al lui Tom). El s-a făcut că strănută pentru a o face pe stăpână să îl primească în casă. Jerry l-a spălat pe Tom în gură cu săpun, apoi el vrea să-l prindă pe Jerry, dar apins o cursă de șoareci și Tom și-a prins nasul în ea. El se culcă cu bandaj la nas și jerry îi desenează cu roșu o bube falsă pe față, care par a fi cauzate de pojar. Când Tom a auzit sorbituri de lapte, el s-a trezit și îl văzu pe Jerry bând laptele său cu multe paie. Jerry îi arată lui Tom ziarul lui și el îi arată pisoiașului în oglindă că are pojar. Tom țipă, crezând că e boală adevărată. Șoricelul îl consulta pe Tom cu un stetoscop și el îi puse dispozitivele de ascultat în urechile lui Tom și șoarecele consulta un ceas și motanului i se făcură ochii că de ceas și Jerry a dat ceasul și mai repede și lui Tom tot i se făcură ochii ca de ceas. Jerry îi verifică reflexele lui Tom și șoarecele îi lovi genunghiul motanului cu un ciocan că să-i bage termometrul în gură. Jerry seta termometrul la o temperatură foarte înaltă cu o brichetă. Șoricelul îl duse pe Tom în frigider și pisoiul are cuburi de gheață și șoricelul îi dădu niște cuburi de gheață și le-a înghițit. Jerry îl duse pe Tom în cuptor, dar tot este rece și dup-aia, îi este fierbinte și Jerry îl duce în cabină de dus și motanul a fost stropit cu apa. Tom a ieșit din dus învelit în prosoape și s-a dus în oglindă când și-a dat seamă că fu pojar fals și i se făcu fața de măgar, apoi el se răzbună, luând o sabie și l-a văzut pe Jerry trist și i se acoperi față de pojar adevărat. Tom l-a atins și a luat multe medicamente. Acum, și Tom are pojar adevărat, iar Jerry văzu în oglindă că are și pojar pe limbă și el fu trist. Sfârșit. 

## Legături externe
- Polka-Dot Puss pe site-ul The Big Cartoon DataBase
- Polka-Dot Puss la Internet Movie Database